# Ekologia miasta
Ekologia miasta – dziedzina ekologii stosowanej, zajmująca się strukturami i procesami zachodzącymi między środowiskiem społecznym a przyrodniczym i abiotycznym. Zajmuje się wzajemnymi oddziaływaniami środowiska sztucznego (antropogenicznego) i naturalnego.